# شام آخر (فیلم ۲۰۱۲)
شام آخر (انگلیسی: The Last Supper) فیلمی است که در سال ۲۰۱۲ منتشر شد. از بازیگران آن می‌توان به دانیل وو اشاره کرد.